# Adolf al II-lea, Prinț de Schaumburg-Lippe

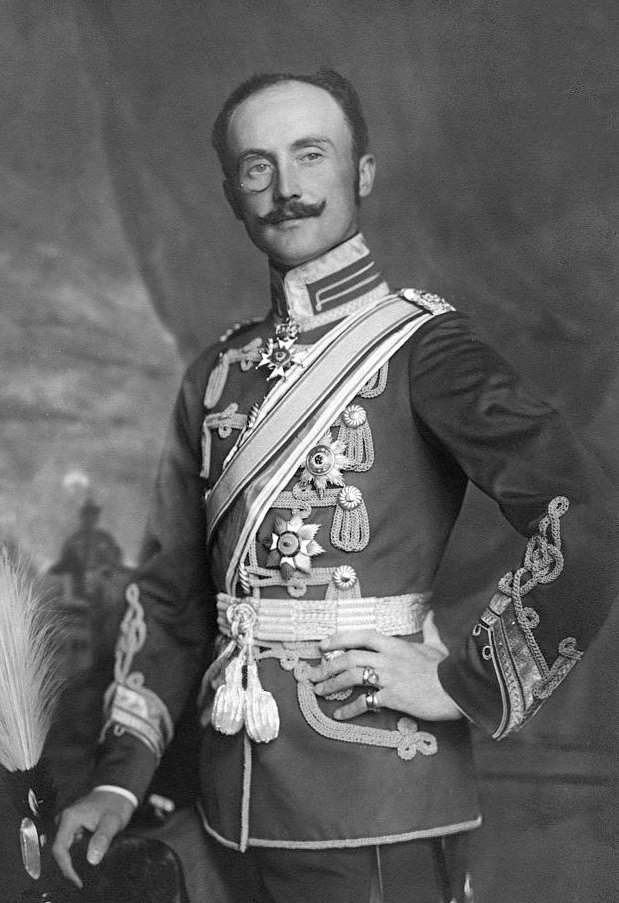
Adolf II, Prinț de Schaumburg-Lippe

Adolf al II-lea, Prinț de Schaumburg-Lippe (23 februarie 1883 – 26 martie 1936) a fost ultimul conducător al micului principat de Schaumburg-Lippe.

## Biografie
S-a născut la Stadthagen ca fiu al Prințului Ereditar Georg (1846–1911) și a Prințesei Marie Anne de Saxa-Altenburg (1864–1918) în timpul domniei bunicului său, Prințul Adolf I.
A devenit moștenitor al Schaumburg-Lippe la 8 mai 1893 în urma decesului bunicului său, și a ascensiunii la tron a tatălui. I-a succedat tatălui său ca Prinț la 29 aprilie 1911, și a domnit până când a fost obligat să abdice la 15 noiembrie 1918 în urma Revoluției germane. Adolf a fost exilat în Istria.
Adolf s-a căsătorit cu Ellen Bischoff-Korthaus (1894–1936) la Berlin la 10 ianuarie 1920. Amândoi au fost uciși într-un accident de avion în Zumpango, Mexic la 26 martie 1936, în ceea ce se credea a fi un zbor controlat într-un vulcan. A fost denunțat de către un agent al Gestapo în 1934. A fost succedat ca șef al Casei de Schaumburg-Lippe de fratele său Wolrad. 